# Walkersdorf (Wörnitz)
Walkersdorf ist ein Gemeindeteil der Gemeinde Wörnitz im Landkreis Ansbach (Mittelfranken, Bayern). Walkersdorf liegt in der Gemarkung Wörnitz.

## Geografie
Das Dorf liegt in Tallage am Seewiesengraben, einem rechten Zufluss der Wörnitz. Es ist umgeben von der Schillingsfürst-Wettringer Hardt, die Teil der Frankenhöhe ist (im Südwesten: Oestheimer Berg, im Nordosten: Wühlberg). Die Staatsstraße 2419 führt zur Anschlussstelle 109 der A 7 (0,9 km südöstlich) bzw. an Untergailnau vorbei nach Insingen (6 km nordwestlich). Die Staatsstraße 2246 führt nach Schillingsfürst (3,5 km nordwestlich).

## Geschichte
1804 gab es in dem Ort 4 Haushalte, die alle der Reichsstadt Rothenburg untertan waren.
Mit dem Gemeindeedikt (frühes 19. Jahrhundert) wurde Walkersdorf dem Steuerdistrikt Gailnau und der Ruralgemeinde Wörnitz zugewiesen.

### Einwohnerentwicklung
| Jahr      | 001818 | 001840 | 001861 | 001871 | 001885 | 001900 | 001925 | 001950 | 001961 | 001970 | 001987 |
| Einwohner | 50     | 69     | 69     | 82     | 68     | 81     | 74     | 73     | 78     | 77     | 62     |
| Häuser    | 10     | 13     |        |        | 15     | 15     | 15     | 15     | 15     |        | 15     |
| Quelle    | [ 8 ]  | [ 9 ]  | [ 10 ] | [ 11 ] | [ 12 ] | [ 13 ] | [ 14 ] | [ 15 ] | [ 16 ] | [ 17 ] | [ 1 ]  |

## Religion
Der Ort ist seit der Reformation evangelisch-lutherisch geprägt und bis heute nach St. Martin (Wörnitz) gepfarrt. Die Einwohner römisch-katholischer Konfession sind nach Kreuzerhöhung (Schillingsfürst) gepfarrt.